# Escudo de Cabezón de la Sal
El escudo de Cabezón de la Sal es uno de los símbolos del municipio español de Cabezón de la Sal en Cantabria, junto a su bandera.
Dicho escudo queda organizado de la manera siguiente: de gules, la montaña, de oro, sumada de torre donjonada, almenada, mazonada de sable y aclarada de azur, acompañada de dos estrellas, de oro. Va timbrado con la corona real española.
El escudo fue adoptado por el Ayuntamiento siendo autorizado por el Ministerio de la Gobernación el día 29 de marzo de 1973, previo informe favorable emitido por la Real Academia de la Historia.